# Álvaro Aguado
Álvaro Aguado (Jaén, 1996. május 1. –) spanyol labdarúgó, a Real Valladolid középpályása.

## Pályafutása
Aguado a spanyolországi Jaén városában született. Az ifjúsági pályafutását a Real Jaén és a Villarreal csapatában kezdte, majd a Levante akadémiájánál folytatta.
2015-ben mutatkozott be az Ontinyent felnőtt keretében. 2016-ban a Real Jaén, majd 2017-ben a Córdoba szerződtette. 2019. január 25-én 4½ éves szerződést kötött a másodosztályban szereplő Real Valladolid együttesével, majd egy nappal később kölcsönben visszatért a Córdobához a szezon hátralévő részére. 2020 és 2021 között a Numancia és a Fuenlabrada csapatát erősítette szintén kölcsönben. Először a 2021. augusztus 15-ei, Las Palmas ellen 1–1-es döntetlennel zárult mérkőzés 64. percében, Toni Villa cseréjeként lépett pályára. Első gólját 2021. szeptember 26-án, az Alcorcón ellen hazai pályán 2–0-ás győzelemmel zárult találkozón szerezte meg. A 2021–22-es idényben feljutottak a La Ligába.

## Statisztikák
2023. április 2. szerint
| Klub                     | Szezon   | Osztály          | Bajnokság | Bajnokság | Kupa és Ligakupa | Kupa és Ligakupa | Nemzetközi | Nemzetközi | Összesen | Összesen |
| Klub                     | Szezon   | Osztály          | Meccs     | Gól       | Meccs            | Gól              | Meccs      | Gól        | Meccs    | Gól      |
| ------------------------ | -------- | ---------------- | --------- | --------- | ---------------- | ---------------- | ---------- | ---------- | -------- | -------- |
| Córdoba                  | 2017–18  | Segunda División | 16        | 1         | 0                | 0                | —          | —          | 16       | 1        |
| Córdoba                  | 2018–19  | Segunda División | 25        | 1         | 1                | 0                | —          | —          | 26       | 1        |
| Córdoba                  | Összesen | Összesen         | 41        | 2         | 1                | 0                | 0          | 0          | 42       | 2        |
| Real Valladolid          | 2019–20  | La Liga          | 0         | 0         | 2                | 2                | —          | —          | 2        | 2        |
| Real Valladolid          | 2021–22  | Segunda División | 41        | 4         | 0                | 0                | —          | —          | 41       | 4        |
| Real Valladolid          | 2022–23  | La Liga          | 25        | 1         | 2                | 0                | —          | —          | 27       | 1        |
| Real Valladolid          | Összesen | Összesen         | 66        | 5         | 4                | 2                | 0          | 0          | 70       | 7        |
| Numancia (kölcsönben)    | 2019–20  | Segunda División | 8         | 0         | 0                | 0                | —          | —          | 8        | 0        |
| Fuenlabrada (kölcsönben) | 2020–21  | Segunda División | 12        | 0         | 1                | 0                | —          | —          | 13       | 0        |
| Összesen                 | Összesen | Összesen         | 127       | 7         | 6                | 2                | 0          | 0          | 133      | 9        |

## Sikerei, díjai
Real Valladolid
- Segunda División
  - Feljutó (1): 2021–22